# Constantin H. Budeanu
Constantin H. Budeanu (n. 1 august 1915, Drăgănești, raionul Sîngerei, Republica Moldova – d. 25 octombrie 1987, Iași, România) a fost un chimist, cercetător și profesor universitar, cunoscut în special pentru contribuțiile sale în chimia organică.

## Educație
Constantin H. Budeanu a urmat liceul la Bălți, iar în 1936 a devenit student în cadrul Facultății de Științe, Universitatea „Alexandru Ioan Cuza” din Iași. A onținut titlul de Doctor în științe cu teza intitulată Acțiunea izocianatului de benzoil asupra aldoximelor și cetoximelor (profesor coordonator: Constantin V. Gheorghiu).

## Activitate profesională
Între 1941 și 1980, Constantin H. Budeanu a lucrat în cadrul Facultății de Chimie. A predat în principal cursuri de chimie organică. În plan de cercetare a abordat teme precum sintaza unor coloranți azoici ai p-aminoacetofenonei, inhibitori organici ai procesului de coroziune metalică, sinteză de compuși cu proprietăți anticancerigene sau antituberculoase, condensarea izotiocianaților cu oxime, derivați ai acidului L-glutamic etc. A fost autorul a peste 120 de lucrări științifice și a unor brevete de invenție.

## Premii și distincții
Ordinul Muncii clasa a II-a

## Publicații relevante (selecție)
- Studii Cercetări Chim. 4 (1956) 47-52[6]
- Tehnologia și chimia produselor alimentare 1 (1978) 83-88[7]
- Bull. Inst. Politech. Iași, S2, 24 (1978) 109-115[8]